# M94
M94 (NGC 4736) e спирална галактика, разположена по посока на съзвездието Ловджийски кучета.
Открита е от Пиер Мешен през 1781. Особена е с това, че притежава две пръстеновидни структури.
Ъгловите ̀и размери са 11′.2 × 9′.1. Видимата ̀и звездна величина е +11′.2 × 9′.1, а разстоянието до нея е 60 млн. св.г..
Двата пръстена на галактиката са с видими размери 70" и 600". Вътрешният пръстен е звездна ясла, чието бурно звездообразуване се подхранва от веществото, което търпи гравиационното взаимодействие на подобната на бар кръговидна структура.
М94 е една от най-ярките галактики в галактичния куп М94, който съдържа между 16 и 20 галактики. Този куп също така е част от галактичния свръхкуп в Дева, към който принадлежи и Млечния път.